# Przełom (powieść)
Przełom – powieść Karola Bunscha z 1964 roku, III część trylogii o czasach Władysława Łokietka (cz. I  Wawelskie wzgórze, cz. II Wywołańcy).
Tłem powieści są wyprawy zakonu krzyżackiego przeciw Żmudzi i Litwie oraz wojna Łokietka z Brandenburgią i zakonem, w tym bitwa pod Płowcami. Ostatnia część trylogii opowiada o przełomie, jaki dokonał się wówczas w świadomości Polaków, niepokonani Krzyżacy okazują się nie być niezwyciężeni. Dla bohaterów trylogii to również przełom, który nie zawsze oznacza zmianę na lepsze. Los Krzycha wydaje się już przesądzony, lecz Krzych jeszcze bardziej go gmatwa, poddaje się i nie wierzy już w odmianę. Powieść przybliża też postać Kazimierza Wielkiego jako syna wielkiego wojownika o kompletnie odmiennym spojrzeniu na sprawy państwowe.
Krzych, uciekając z Mazowsza, zatrzymuje się w swoim dawnym gródku. Tu zostaje pojmany przez Krzyżaków. Radocha, który przybywa z pomocą zbyt późno, jest przekonany, że Krzych nie przeżył. Krzych, pośrednio dzięki swemu ojcu, dochodzi do zdrowia i korzysta z możliwości pozostania w zakonie. Przywdziewa biały płaszcz półbrata i wyrusza z wyprawą na Żmudź. Zdaje sobie sprawę z faktu, iż tą decyzją przekreśla sobie na zawsze możliwość powrotu do kraju. Postanawia nie dawać znaku życia, modląc się w duchu, by nie musieć walczyć przeciw swoim. Kundzia natomiast nie przyjmuje do wiadomości wieści o śmierci Krzycha i do końca nie traci wiary, że los może się jeszcze odmienić.